# 石井広済堂
石井広済堂 （いしいこうざいどう）は、医薬品・衛生材料・化粧品の卸売を中心とする日本の企業であった。現在はメディセオ・パルタックホールディンググループの一社エバルスである。医薬品の卸売手。

## 概要
- 本社は広島県広島市猿楽町11
- 広島市西観音町2丁目466-3の「石井薬店」卸部が分離独立した会社
- 設立　昭和22年10月
- 代表取締役・井山武一　　専務・石井忠男　資本金・100万円
- 営業圏域：広島市・呉市・山口県岩国市　等

## 営業所
- 広島県広島市

## 主な取引メーカー
- 武田薬品工業
- 三共（現在・第一三共）
- 塩野義製薬
- 大日本製薬（現在・大日本住友製薬）
- 田辺製薬
- 小野薬品
- 日本新薬